# دوروثي ريفير
دوروثي ريفير (ولدت دوريس فاليرجا ، 18 أبريل 1904-19 نوفمبر 1993) ممثلة أمريكية.

## نشأتها
ولدت دوريس فاليرجا في سان فرانسيسكو في 18 أبريل 1904 ، كانت ريفيير واحدة من ضمن خمسة أشقاء لعائلة فاليرجا الشهيرة في منطقة باي إيريا. والدتها إنجليزية ووالدها إيطالي. تلقت تعليمها في المدارس العامة في أوكلاند قبل الذهاب إلى مدينة نيويورك لدراسة الرقص الكلاسيكي.

## أفلام سينمائية
- "برودواي مادونا" (1922)
- "الحفلة البرية" (1923)
- "سيف البسالة" (1924)
- "الزواج على عجل" (1924)
- " العذراء" (1924)
- "رعاة البقر والمرأة الشابة" (1924)
- "جنس الشهيد" (1924).
- النوع الآخر من الحب (1924)
- "وردة باريس" (1924)
- " افعلها الآن" (1924)
- "عدو الرجال" (1925)
- " شفاه مختومة" (1925)
- "مصير اللعوب" (1925)
- "مجرد امرأة" (1925)
- "يخطو للخارج" (1925)
- "صرخة بعيدة" (1926) - إيفون بيود
- "الطريق الأفضل" (1926)
- "وجوه البوكر" (1926)
- "عندما تبتعد الزوجة" (1926).
- "الإنذار الكاذب" (1926)
- "الفتيات الفقيرات" (1927)
- "ثمن الشرف" (1927)
- "فتيات التجول" (1927)
- "ملذات مسروقة" (1927)
- " المهرج" (1927)
- "الرقصة الحمراء" (1928)
- " غواصة" (1928)
- "عرض الخاطئ" (1928)
- " الأب والابن" (1929)
- القناع الحديدي (1929)
- " الانصياع" (1929)
- "قضية دونوفان" (1929)
- رقصة الحياة (1929)
- " الأقوياء" (1929)
- "طريق كل الناس" (1930)
- "سكويلر" (1930)
- " نداء الغرب" (1930)
- " الانتقام" (1930)
- " الجمل الأسود" (1931)
- "شقراء أي شخص" (1931)
- "تركت السيدات" (1931)
- "العالم الليلي" (1932)
- "صالون تجميل" (1932)
- "قتل الملك" (1932)
- "ذراع القانون" (1932).
- "لا شاهد حي" (1932)
- "أسرار وو سين" (1932)
- "عيون خضراء" (1934)
- "أشقر غير معروف" (1934)
- " أدلة ظرفية" (1935)
- "السيدة ذات اللون القرمزي" (1935)
- "حضنة النسر" (1935)
- "20 دولارًا في الأسبوع" (1935)

## روابط خارجية
- دوروثي ريفير في قاعدة بيانات الأفلام على الإنترنت
- دوروثي ريفير على موقع فايند أغريف